# Drunella doddsii
Drunella doddsii je druh jepice z čeledi Ephemerellidae. Poprvé tento druh popsal James George Needham v roce 1927.